# Folsomides pocosensillatus
Folsomides pocosensillatus är en urinsektsart som beskrevs av Fjellberg 1993. Folsomides pocosensillatus ingår i släktet Folsomides och familjen Isotomidae. Inga underarter finns listade i Catalogue of Life.